# Мухафаза
Мухафа́за (араб. محافظة) — основна адміністративно-територіальна одиниця в багатьох країнах Азії і Африки (наприклад в Єгипті, Іраку, Лівані, Сирії, Ємені). У Саудівській Аравії є складовими 13 еміратів. Відповідає губернаторству, провінції, області тощо.
Термін використовують в таких арабських країнах:
- Бахрейн
- Єгипет
- Ірак
- Ємен
- Йорданія
- Кувейт
- Лівія — в минулому
- Ліван
- Оман
- Палестинська автономія
- Саудівська Аравія — другий рівень
- Сирія